# Foule sentimentale
Pour les articles homonymes, voir Foule sentimentale (homonymie).
Pistes de C'est déjà ça
L'Amour à la machine
Foule sentimentale est une chanson écrite, composée et interprétée par Alain Souchon, extraite de l'album C'est déjà ça sorti en 1993.

## Genèse
Alain Souchon a l'idée de cette chanson à l'occasion de Noël. La débauche de dépenses et de consommation occasionnées par cette période de l'année lui inspire un texte qui dénonce l'hyperconsommation. Pour la musique, il s'inspire du guitariste Keith Richards, qu'il admire depuis toujours.

## Composition et analyse des paroles
Alain Souchon dénonce dans cette chanson le vide de la société de consommation, avec des paroles comme « On nous inflige des désirs qui nous affligent » et « On nous fait croire/que le bonheur c'est d'avoir/de l'avoir plein nos armoires/dérision de nous dérisoires ».
Il personnifie son propos à travers deux célébrités de l'époque : Paul-Loup Sulitzer et Claudia Schiffer. Du premier, il dit : « il avait le talent de faire de l'argent, mais c'est un peu vide de ne penser qu'à ça. » Quant à Claudia Schiffer : « Elle était le symbole parfait de la superficialité. Elle était sur toutes les couvertures de magazines, on ne parlait que d'elle, mais elle ne disait rien. » En concert depuis les années 2010, il modernise sa chanson en remplaçant Sulitzer et Schiffer par Kim Kardashian,.
À la fin du 2e couplet et du refrain suivant, Souchon utilise la figure de la paronomase : « On nous prend faut pas déconner dès qu’on est nés/Pour des cons alors qu’on est (Des)/Foules sentimentales... »

## Réception critique
Selon le magazine Platine, cette chanson est « propre et efficace ». 
Pour Michel Trihoreau, la chanson a « certainement été plus convaincante dans la prise de conscience populaire, face à la consommation de masse, que les traités des sociologues et des économistes qui ne concernent qu'une petite minorité de la population ».

## Classement et certifications
Restée 26 semaines dans les charts, cette chanson est devenue l'une des plus emblématiques du chanteur.
| Pays   | Meilleure position | Certification | Ventes          |
| ------ | ------------------ | ------------- | --------------- |
| France | 1                  | Argent        | Plus de 125 000 |

## Reprises et hommages

### Reprises
- En 1994, la chanson a été reprise par les Enfoirés, sur l'album Les Enfoirés au Grand Rex, avec Vanessa Paradis, Laurent Voulzy et Alain Souchon lui-même.

- En 1997, la chanson a été reprise par les Enfoirés, avec Francis Cabrel, Michel Jonasz, Catherine Lara, Maxime Le Forestier, Maurane, Zazie et Alain Souchon lui-même. Elle a également été incluse dans l'album caritatif Sol En Si, sorti le 6 octobre.

- En 2002, la chanson a été reprise en néerlandais par Herman van Veen sous le nom de Andere namen, sur son album du même nom.

- En 2006, la chanson a été reprise en portugais par la chanteuse Bïa sous le nom de Tão Sentimental, sur son album Cœur vagabond.

- En 2009, la chanson a été reprise par Annie Poulain sur son album Saoulée à l'autre.

- En 2014, elle est reprise par les Fréro Delavega.

- En 2017, la mélodie de la chanson est interprétée, en version instrumentale, par Chilly Gonzales sur l'album hommage, Souchon dans l'air. Elle est reprise dans l'album Souchon dans l'air, vol. 2 par Yael Naim en 2018.

- En 2018, le groupe de son cubain Barrio del Este l'a adaptée en espagnol sous le titre La Rosa Engañosa.

- En 2022, la chanson est reprise par Mehdi Cayenne.

### Citations et références au titre original
- En 2005, le titre est cité par Marc Lavoine dans les paroles de sa chanson On est passé à l'heure d'été.

- En hommage à ce titre, Renaud écrit la chanson Sentimentale mon cul en 2006 sur son album Rouge sang.

- La mélodie de cette chanson a été reprise par le groupe grec Fili Gia Panta sous le nom d'Istoria Agapis[réf. nécessaire].
- En 2011, le titre est cité par Stupeflip dans les paroles de Stupeflip Vite !!![11].

- En 2018, Alain Souchon chante lui-même le titre de sa chanson dans la chanson d'Eddy Mitchell, La même tribu.

## Récompenses
La chanson reçoit le prix de la chanson de l'année aux Victoires de la musique de 1994 et la Victoire de la musique de la chanson originale des vingt dernières années en 2005.